# Kečka (Sulowskie Skały)
Kečka (dawniej również Kačka lub Pyskatá Kačka; 822 m n.p.m.) – trzeci co do wysokości szczyt w grupie górskiej Sulowskich Skał na Słowacji.

## Opis szczytu
Kečka znajduje się we wschodnim łuku Sulowskich Skał, otaczających Kotlinę Sulowską, mniej więcej w połowie długości wyrównanego i zupełnie na tym odcinku prostego fragmentu grzbietu między przełęczą Roháčske sedlo na północy a przełęczą Patúch na południu. Szczyt Kečki wznosi się niespełna 2 km na wschód od zabudowań Súľova.
Wierzchołek Kečki wznosi się nieznacznie ponad zrównany grzbiet. Jej zachodnie zbocza, z licznymi grupami skalnych turniczek, igieł i ścianek, opadają ku Kotlinie Sulowskiej. Zbocza wschodnie natomiast przechodzą w grzbiet, a następnie niski dział, który skręcając ku południu łączy się w szczycie Strážna (686 m n.p.m.) z północnym pasmem Skałek.
Szczyt Kečki, podobnie jak i cały odcinek grzbietu między wspomnianymi przełęczami, jest porośnięty lasem. W drzewostanie dominują buki i jawory, towarzyszy im sztucznie wprowadzony świerk. Należy zwrócić uwagę na występowanie w rejonie szczytu reliktu glacjalnego jakim jest dębik ośmiopłatkowy.

## Turystyka
Przez szczyt Kečki prowadzi zielony szlak turystyczny, biegnący grzbietem z przełęczy Roháčske sedlo. Widoki – głównie na zachód, ku Kotlinie Sulowskiej – roztaczają się jedynie z kilku wychodni skalnych.